# Episodi di Peep and the Big Wide World (terza stagione)
La terza stagione della serie animata Peep and the Big Wide World, composta da 10 episodi (19 segmenti), è stata trasmessa negli Stati Uniti d'America da Discovery Kids dal 16 aprile 2007 al 14 settembre 2007.
In Italia la data della messa in onda della stagione è sconosciuta, anche se probabilmente non è mai stata doppiata.
| nº  | Titolo originale                                      | Titolo italiano | Prima TV USA      | Prima TV Italia |
| --- | ----------------------------------------------------- | --------------- | ----------------- | --------------- |
| 1a  | The Tooth, The Whole Tooth, and Nothing but the Tooth |                 | 16 aprile 2007    |                 |
| 1b  | The Winter of Quack's Discontent                      |                 | 16 aprile 2007    |                 |
| 2a  | Nosing Around                                         |                 | 17 aprile 2007    |                 |
| 2b  | The Last Straw                                        |                 | 17 aprile 2007    |                 |
| 3a  | The Disappearing Drink                                |                 | 18 aprile 2007    |                 |
| 3b  | Door Tour                                             |                 | 18 aprile 2007    |                 |
| 4a  | In a Bind                                             |                 | 19 aprile 2007    |                 |
| 4b  | Star Light, Star Bright                               |                 | 19 aprile 2007    |                 |
| 5a  | Bedtime Story                                         |                 | 20 aprile 2007    |                 |
| 5b  | The Deep Duck Woods                                   |                 | 20 aprile 2007    |                 |
| 6a  | I Spy a Spider                                        |                 | 10 settembre 2007 |                 |
| 6b  | Robin in the Bat Cave                                 |                 | 10 settembre 2007 |                 |
| 7a  | Marble Mover                                          |                 | 11 settembre 2007 |                 |
| 7b  | Fair Shares                                           |                 | 11 settembre 2007 |                 |
| 8a  | The Feats of Peep                                     |                 | 12 settembre 2007 |                 |
| 8b  | Quack Goes Nuts'                                      |                 | 12 settembre 2007 |                 |
| 9   | The Sounds of Silence                                 |                 | 13 settembre 2007 |                 |
| 10a | Big Bird                                              |                 | 14 settembre 2007 |                 |
| 10b | Chirp Flies the Coop                                  |                 | 14 settembre 2007 |                 |